# 戰雙帕彌什
《戰雙帕彌什》简称「戰雙」，是一款2019年由中国电子游戏公司庫洛遊戲开发的末世科幻题材的3D动作手游。2021年，《戰雙帕彌什》将由迪諾遊戲于台港澳地區代理运营。国际版PC平台則于2023年5月发行。本遊戲前身為《戰場雙馬尾》。
在2020年改编成番剧《战双帕尼尼》类型为泡面番。

## 世界观

### 故事梗概
《戰雙》的故事發生在不遠的將來。
聚變技術使人類進入了高度聯合且飛速發展的黃金時代。但由於人類對基礎科學的究極探索終於觸碰到禁忌領域，象徵著「懲罰（punishing）」的「帕彌什」病毒突然爆發。
人類脆弱的肉體被病毒迅速破壞，而被感染的機械則被病毒操控，化身為狂暴的屠戮機器。
在經歷了不到一個世紀的反抗之後，曾經高度繁榮的人類文明在地球上幾乎失去了痕跡。倖存者流亡深空，作為替代的是無數在大地上遊蕩著的機械感染體。
而你，將扮演一個「拯救」者，帶著人類文明最後的希望「構造體」，前往回歸地球的征程。
反擊時代開始了——
願每一位重返地球的人類之子平安。
「在新世紀以後，以地球規模建立起了前所未有的大型網絡，以方便使用者達成任何操作，只要身體內植入身份證明晶片 即可隨時登入進行便捷生活。新地球歷2079年，「帕彌什」電子病毒毫無預兆的突然爆發，任何連入網絡的智能機器和人類都被感染，變成如野獸殘暴可怖的感染者。維繫地球生態平衡的生命調節裝置也因感染病毒無法正常運作，人類居住環境變得極其惡劣，倖存的人類只能逃往宇宙……」

### 故事設定

#### 帕彌什
能夠同時感染機械與人類的病毒，其導致了地球的淪陷，迫使大部分人類不得不移居至空中花園。 
「最初，帕彌什病毒以極高的密度從人類第一座零點能反應堆的真空腔體中現身。 在其不斷進行質量展開的過程中，引發了泄露爆炸，使其隨大氣環流最終蔓延至全球。 帕彌什病毒能夠直接破壞生物體細胞，或通過操控邏輯電路使機械體呈現被感染狀態。 並對任何具有人類意識行為的個體，展現出極其強烈的攻擊欲望。」 

#### 感染體
對被帕彌什病毒完全感染的個體的總稱。
「感染體的類型包括但不限於電子設備設施，機械體，構造體……各感染體會根據其自身特性表現出諸如改造，增殖，破壞等不同行為，但最終目的都是為了更高效地消滅所有人類意識個體，且自身體內的帕彌什病毒濃度越高，攻擊欲望就越強烈，破壞力也會越強。」

#### 升格者
人類在地球的敵對勢力之一，極具威脅性。升格者與人類一方的構造體理念相反，它們選擇接納帕彌什病毒，並利用帕彌什的力量達成自己的目的。帕彌什病毒可以大幅提升升格者的實力，甚至其作用遠不止於此……
「升格者相互之間通過「升格網絡」共享著一種十分特殊的能力——允許它們在接受帕彌什病毒深度感染的同時，仍然維持自我意識，並獲得強大的力量。成員們結成組織的起因不詳，但能確定的是，它們正把帕彌什病毒作為工具，向人類乃至全世界「傳播」著它們的理念。」

#### 異合生物
「異合生物是帕彌什病毒在地球的生態體系下，模擬地球生物的進化歷程，自紅潮誕生的具備生物化傾向的帕彌什存在形式。」
「人類尚未理解異合生物的具體進化機制，也無法確定其是否擁有類地球生物的生理現象，更不能解析它們生物化傾向的緣由。」
「唯一可以通過觀測確定的是，異合生物已經初步展露出了生成自己系統發育樹的可能性，並且擁有覺醒自我意識的潛能。」

#### 紅潮
由加百列使用異聚核心培育而出，是帕彌什病毒生物化的開端，仿佛孕育生命的海洋一般。
紅潮吞噬並分解生物體和機械體，將其中的能量作為養料孕育帕彌什生物，並且能夠提取寄託於其中的信息（如人類的記憶等）

## 開發
《戰雙帕彌什》是由中國廣州的電子遊戲公司庫洛遊戲於2019年製作。隔年1月10日，迪諾遊戲宣佈将代理台港澳地區的《戰雙帕彌什》，并将会在2020年的台北國際電玩展中展示。国际版PC平台于2023年5月发行。陸服1週年直播節目中釋放合作預告短片，宣佈與《尼爾：自動人形》展開合作，並於「寄渊残响」版本正式展開。在正式合作結束的幾個版本後，再次宣佈與該作品展開最後復刻，唯獨是次復刻只含角色池。除了陸服，其他正式服也在相同的版本中同步合作及復刻。陸服3.5週年直播節目中釋放合作預告短片，宣佈與《BLACK★ROCK SHOOTER》展開合作，並於「镜焰迷城」版本正式展開。除了陸服，其他正式服也在相同的版本中同步合作及復刻。陸服5週年直播節目中釋放合作預告，宣佈與《惡魔獵人5》展開合作，並於「幻寂鳴泣曲」版本正式展開。2024年11月21日，宣布启动全球版本同步计划，加速中國大陸以外各地區的版本進程，目標在2025年年底實現全球各地區版本同步更新，並透過合併部分版本的方式加速全球版本同步更新的進程，而每個合併版本週期預計持續6週，並同步上線多個版本的角色和活動內容。

## 争议
- （陸服）2020年開服第一天，官方突然向全服所有玩家發送10000黑卡，事後營運組表示屬錯誤數字，並在無通知下立即停服回收。該舉動使得大量課金玩家直接回檔到事發前。根據統計，是次事件約2.6萬個帳號受影響。開服後的連串失誤，使得這款遊戲在TapTap上的評份大跌，而玩家則繼續扇風點火，更被其他手遊爭相「模仿」，在各大媒體中成為業內笑柄，令戰雙處境危在旦夕。幾個星期後，遊戲執行長Solon在戰雙BiliBili的平台上開刪檔直播與各位玩家致歉。其後戰雙靠著出色的遊戲玩法與特色，將TapTap上的評份逐漸扳回一城。[11]
- （台服）2023年1月24日，部份指揮官無法通過Facebook正常登入，持續9日。2023年2月1日，登入問題成功修復，將按問題發生期間損失的各項遊戲資源所涉及的條目統計並對受影響進行大規模內容補償，更額外向全服所有玩家發放額外300黑卡。[12]

## 评价
| 汇总媒体   | 得分   |
| ---------- | ------ |
| Metacritic | 83/100 |

Metacritic对于该游戏的评价是“普遍好评”。

## 衍生作品

### 漫画
- 《多米尼克的孤儿》 （页面存档备份，存于）

- 《空中花园的日常》 （页面存档备份，存于）

- 《战双帕弥什的日常》 （页面存档备份，存于）

- 战双帕弥什：构造纪元 （页面存档备份，存于）

- 战双帕弥什：旧章旧闻 （页面存档备份，存于）

- 天空霸主赛利卡 （页面存档备份，存于）

- 天空霸主赛利卡II （页面存档备份，存于）

### 动画
战双帕尼尼是一部以《战双帕弥什》世界观而改编的短篇web动画。由大火鸟文化制作。于2020年10月27日正式开始在Bilibili平台放送。

### 主題曲
- 二輪之花(日文：二輪の花、にりんのはな)[15]
演唱：石川由依
作曲：T-nymph
作詞：Mira.Z、イチサキミキ
製作：Vanguard sound
- 月[16]
演唱：夏铜子 (日文：釘宮理惠)
編曲：Haloweak
作詞：Mira.Z
製作：Vanguard sound
- 风的视线(日文：風の視線)[17]
音樂：GhostFinal
改編：M€I & GhostFinal
作詞：Mira.Z
演唱：朝霧坂子 (日文：伊藤美來)
製作：Vanguard sound、岩野道拓
- 我(日文：私)[18]
演唱：刘斐斐 (日文：井上麻里奈)
編曲：Tureleon
作詞：baker（TOKYOLOGIC）
製作：baker（TOKYOLOGIC）
- Echoing[19]
演唱：柳知萧
編曲：周存
作詞：Roland L.
製作：Kuro Studio
- 幽光 DIM LIGHT[20]
演唱：電鳥個燈泡 (日文：松岡禎丞)
編曲：MeLo
作詞：野口秀雄
製作：Vanguard sound
- 長路歸航
演唱：上海彩虹室内合唱团 (日文：和⽥由貴、Remi、SAK.、KOCHO

、瀧本真⼰、本郷詩織、⻘輝波美賀、松岡⼤海、佐保佑弥)
- 編曲：徐肖(日文：KOCHO)
作詞：小伙(日文：KOCHO)
製作：Kuro Studio
- 光翔ける
演唱：石川由依、伊藤美來、松岡禎丞
編曲：Vocal Produce
製作：Kuro Studio
- 如光如焰(日文：焔跡)
演唱：小N (日文：石川由依)
編曲：Suyi
製作：Suyi、Kuro Studio

## 外部鏈接
- 官方网站：中國大陸、台灣